# Robert Mirzyński
Robert Mirzyński (ur. 11 września 1968 w Poznaniu, zm. 30 marca 2019 tamże) – Z wykształcenia politolog, nagradzany polski dziennikarz radiowy, spiker, dokumentalista, reżyser, autor wielu słuchowisk i sztuk teatralnych, związany na początku swojej kariery z Radiem S, a potem przez ponad 20 lat z Radiem Merkury. Reżyser megaprodukcji audiobooka "Korona śniegu i krwi" na bazie książki Elżbiety Cherezińskiej o tym samym tytule, zrealizowaną we współprazy z wydawnictwem ZYSK i s-ka. Był dyrektorem Centrum Turystyki Kulturowej Trakt, któremu podlega Brama Poznania ICHOT. Współpracował z poznańskim teatrem offowym Mój Teatr, a także z wieloma aktorami polskiej sceny teatralnej i filmowej np. z Michałem Grudzińskim (znanym m.in. z roli dziadka w kultowym serialu TVP 2 - "Rodzinka.pl"). 

## Życiorys
Syn Leszka i Wandy Mirzyńskich. Ukończył IX Liceum Ogólnokształcące im. Karola Libelta w Poznaniu. Ukończył Uniwersytet im. Adama Mickiewicza w Poznaniu, na wydziale Politologii z tytułem magistra. Od roku 1994 związany był z radiem. Początkowo pracował jako dziennikarz poznańskiego Radia S, gdzie prowadził serie top listy przebojów pt."S-TOP lista przebojów Radia S" wraz z Szymonem "Sajmonem" Lewickim, Maciejem Narożnym oraz Anna Karolina Kłys. W 2004 podjął pracę w Dziale Kultury Radia Merkury, regionalnej rozgłośni Polskiego Radia w Poznaniu. Jako autor słuchowisk, audycji o książkach, w tym wspólnie z Anną Gruszecką przygotowywał program o książkach Oczy w słup, reportaży literackich, historycznych, rozrywkowych i codziennego magazynu kulturalno-publicystycznego. 
W 2001 zdobył Grand Prix na sopockim Festiwalu Teatru Polskiego Radia i Teatru Telewizji „Dwa Teatry” za słuchowisko Kot mi schudł według monodramu Katarzyny Grocholi. W 2004 na tym samym festiwalu otrzymał nagrodę za reżyserię słuchowiska Kapelusz i ciasteczko wg opowiadania Józefa Hena Człowiek, który miał powiesić Greisera. Rok potem (2005) ta produkcja radiowa reprezentowała polską radiofonię na Festiwalu Prix Italia w Mediolanie. 
W 2002 został uhonorowany Medalem Młodej Sztuki. W 2005 odebrał nagrodę prezydenta Gdańska i zajął I miejsce w konkursie „Drogi do wolności – 25 lat Solidarności” za scenariusz słuchowiska Pomost.
Wyreżyserowane przez niego słuchowiska Czarny czwartek i Opozycjonista zostały uhonorowane nagrodą dla producenta na festiwalu „Dwa Teatry – Sopot 2007”. 
W swoim dorobku miał też produkcje dla dzieci, w tym cykl 11 mikrosłuchowisk wg mało znanych opowiadań Hansa Christiana Andersena i słuchowisko Nic, Dzika mrówka, Adam i Ewa na podstawie sztuki Maliny Prześlugi. Jego realizacja była wspólnym przedsięwzięciem produkcyjnym poznańskiej rozgłośni Merkury Polskie Radio oraz Centrum Sztuki Dziecka. Był również autorem i reżyserem słuchowiska pt. Igraszki z aniołem, w którym w głównego bohatera wcielił się Michał Grudziński, w adaptacji teatralnej tego słuchowiska wystąpił Lech Gwit, a także napisał scenariusz do kilku odcinków serialu telewizyjnego Dwie strony medalu (2006-2007).
W czerwcu 2013 objął funkcję dyrektora Centrum Turystyki Kulturowej TRAKT, kontynuował i dokończył projekt Bramy Poznania zwieńczony uruchomieniem obiektu w maju 2014. Jego działania przyniosły wiele nagród i wyróżnień dla Bramy Poznania, w tym w konkursie Polskiej Organizacji Turystycznej na Najlepszy Produkt Turystyczny w kategorii „obiekt turystyczny 2014”, tytuł plebiscytu National Geographic „7 Nowych Cudów Polski 2014” czy wyróżnienie Certyfikatem Jakości 2016 przez portal TripAdvisor.
Od 2013 chorował na nowotwór jelita grubego. Przeszedł chemioterapie, radioterapie i zabiegi chirurgiczne. Po operacji przerzutów na kręgosłup, którą miał w listopadzie 2018, nie mógł chodzić. Po tym jak wyczerpały się już wszystkie możliwości refundowanej w Polsce terapii, jego przyjaciele wspólne z jego rodziną przez portal charytatywny Siepomaga.pl rozpoczęli zbiórkę pieniędzy na leczenie za pomocą drogiego leku sprowadzanego z zagranicy. Zmarł 30 marca 2019 w wieku 50 lat. Został pochowany 4 kwietnia na Cmentarzu Junikowskim w Poznaniu.